# Estriégana
Estriégana est une commune d'Espagne de la province de Guadalajara dans la communauté autonome de Castille-La Manche.